# Marcel Labrume
Marcel Labrume è un personaggio immaginario protagonista di una omonima serie a fumetti ideata e disegnata da Attilio Micheluzzi; viene ritenuto uno dei capolavori dell'autore ed è stato più volte ristampato.

## Storia editoriale
La serie venne pubblicata in due cicli di storie sulla rivista alter alter da ottobre 1980 a gennaio 1981, e poi da ottobre 1982 a giugno 1983. Un programmato terzo ciclo di storie non venne mai realizzato. Nel 2017 l'intera serie venne raccolta in un volume omonimo, edito in Italia dalla Nicola Pesce Editore.

## Trama
La storia si svolge nell'arco di due anni, dal 1940 al 1942 in Libano e in Africa settentrionale. A Beirut nel 1940 Marcel Labrume, un giornalista radiato dall'albo che ha però numerose conoscenze, conosce la bella miliardaria americana Carol Gibson la quale è sospettata dai servizi segreti tedeschi di essere una spia; inizialmente a servizio dei tedeschi, si prende a cura la salvaguardia della ragazza la quale è effettivamente al servizio di una potenza straniera che cerca di portare in Palestina, Montefiore Spirakowski, un ebreo ricercato dai tedeschi. Il secondo ciclo di storie, A la recherche du temps perdu (così come me l'ha raccontata), è ambientato nel 1942. Marcel Labrume ha preso parte alla battaglia di Bir Hacheim il 9 giugno 1942 riuscendo miracolosamente a salvarsi ma prigioniero dei tedeschi in un ospedale di campo. Riesce a fuggire e, camuffato da soldato italiano, fugge con un furgoncino; viene ricercato da italiani e tedeschi ma riesce a salvarsi anche grazie a una prostituta, Alma alias Jacqueline Ronco alias Tirabaci alias Senodoro. Il progettato terzo episodio avrebbe dovuto essere ambientato in Indocina nel 1947 ma non venne mai realizzato.